# 1235 Schorria
1235 Schorria è un asteroide areosecante. Scoperto nel 1931, presenta un'orbita caratterizzata da un semiasse maggiore pari a 1,9104478 UA e da un'eccentricità di 0,1545146, inclinata di 25,00111° rispetto all'eclittica.
L'asteroide è dedicato all'astronomo tedesco Richard Schorr.